# Tha Blue Carpet Treatment
Tha Blue Carpet Treatment je osmé album amerického rapera Snoop Dogga. Obsadilo 5. místo v The Billboard 200 a získalo zlaté ocenění RIAA.

## Seznam skladeb
| #  | Název                         | Host(é)                                     | Trvání |
| -- | ----------------------------- | ------------------------------------------- | ------ |
| 1  | "Intrology"                   | George Clinton                              | 1:59   |
| 2  | "Think About It"              | -                                           | 3:37   |
| 3  | "Crazy"                       | Nate Dogg                                   | 4:26   |
| 4  | "Vato"                        | B-Real                                      | 4:44   |
| 5  | "That's That Shit"            | R. Kelly                                    | 4:17   |
| 6  | "Candy (Drippin' Like Water)" | E-40, MC Eiht, Goldie Loc, Daz, Kurupt      | 4:48   |
| 7  | "Get A Light"                 | Damian Marley                               | 3:41   |
| 8  | "Gangbangn 101"               | Game                                        | 4:02   |
| 9  | "Boss' Life"                  | Akon                                        | 3:22   |
| 10 | "LAX"                         | Ice Cube                                    | 3:21   |
| 11 | "10 Lil' Crips"               | -                                           | 3:15   |
| 12 | "Round Here"                  | -                                           | 3:42   |
| 13 | "A Bitch I Knew"              | -                                           | 4:32   |
| 14 | "Like This"                   | Western Union, Latoiya Williams, Raul Midon | 3:56   |
| 15 | "Which One Of You"            | Nine Inch Dix                               | 3:32   |
| 16 | "I Wanna Fuck You"            | Akon                                        | 2:58   |
| 17 | "Psst!"                       | Jamie Foxx                                  | 2:59   |
| 18 | "Beat Up On Yo Pads"          | -                                           | 2:57   |
| 19 | "Don't Stop"                  | War Zone, Kurupt                            | 3:22   |
| 20 | "Imagine"                     | Dr. Dre, D'Angelo                           | 4:42   |
| 21 | "Conversations"               | Stevie Wonder                               | 3:38   |

## Singly
- "Vato"
- "That's That Shit"
- "I Wanna Fuck You"
- "Boss' Life"
- "Imagine"